# Kornei Ciukovski

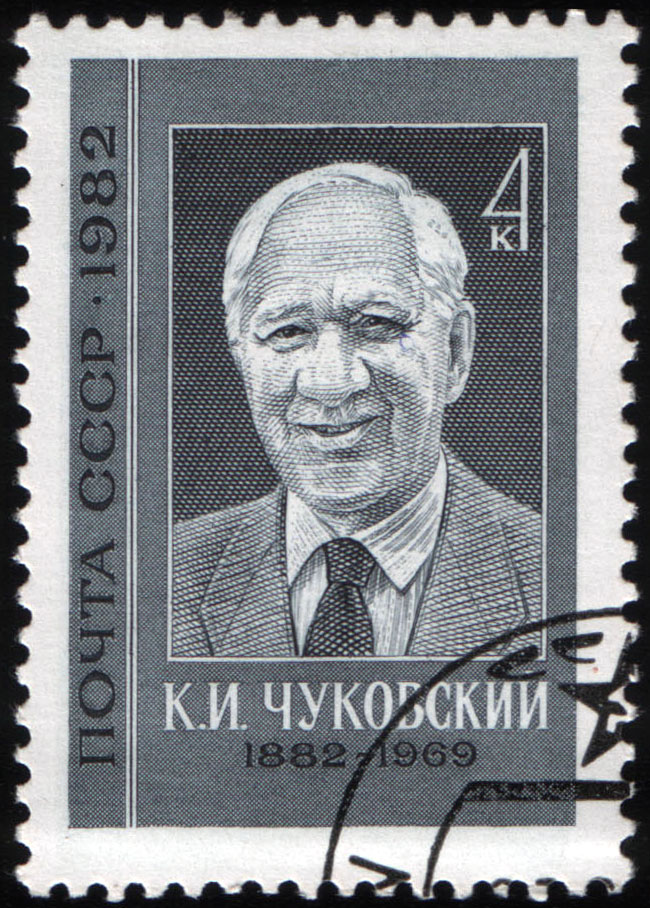
URSS, marcă poştală, Kornei Ciukovski, 1982 (Michel 5164, Scott 5033)

Kornei Ivanovici Ciukovski (în rusă Корней Иванович Чуковский) (n. 31 martie (stil nou) 1882 - d. 28 octombrie 1969), pseudonim al lui Nikolai Vasilievici Korneiciukov (în rusă Николай Васильевич Корнейчуков), a fost un poet rus.